# Лопухов, Пётр Федотович
Пётр Федотович Лопухов (18.08.1903-08.06.1989) — организатор цементной промышленности СССР, лауреат Сталинской премии (1950).
Член КПСС с 1920 г.
Родился в Новороссийске в семье потомственных рабочих-цементников.
С 1917 по 1919 г. рассыльный конторы на цементном заводе «Цепь».
В 1920 г. — боец ЧОН (частей особого назначения), участвовал в ликвидации белогвардейских банд под Новороссийском.
В 1920—1922 гг. подручный слесаря на цементном заводе «Пролетарий». 
В 1922—1923 гг. учился в Совпартшколе в Краснодаре. В 1923—1929 гг. на партийной и профсоюзной работе в Черноморском округе.
В 1929—1931 гг. директор строящегося завода «Победа Октября» (п. Гайдук). С июля 1931 по февраль 1932 г. — директор цементного завода «Октябрь». С 1932 по 1936 г. начальник производственно-технического сектора в тресте «Союзцемент» (Москва).
В 1936—1941 гг. слушатель Всесоюзной промышленной академии машиностроения, после её окончания (с квалификацией инженер-строитель) — начальник Главцемента Наркомата промстройматериалов СССР. Во время войны в числе прочего курировал работу по производству цементных авиабомб (ЦАБ).
С 1946 г. — начальник Главвостокцемента (Москва).
Руководил послевоенным восстановлением цементной промышленности страны. По его инициативе были созданы комплексные бригады проектировщиков, технологов и механиков, работавшие над вводом в эксплуатацию разрушенных цементных заводов.
В 1949 г. назначен заместителем министра промышленности строительных материалов СССР. Под его руководством было построено 20 современных заводов.
В 1950 г. присуждена Сталинская премия (в составе коллектива) за участие в разработке усовершенствованного технологического процесса и высокопроизводительного оборудования для цементного завода с мощными вращающимися печами.
С января 1957 по июнь 1957 — начальник Главвостокцемента.
В 1957—1961 гг. заместитель председателя Приморского совнархоза. В эти годы оказал большое влияние на развитие. Под его руководством в 1958—1959 гг. на Спасском цементно-шиферном заводе были построены три технологические линии, в том числе первая в СССР вращающаяся печь с циклонными теплообменниками, что способствовало развитию сухого способа производства цемента.
В1962—1963 гг. главный специалист Оргпроектцемента, в 1963—1966 гг. — заместитель начальника Управления строительных материалов и стекольной промышленности СНХ СССР.
С 1966 г. на пенсии, до 1971 г. продолжал работать в Госснабе СССР.
Награжден орденами Ленина (1949), Трудового Красного Знамени (1945), «Знак Почёта», четырьмя медалями.